# Théâtre des Bouffes du Nord
Il Théâtre des Bouffes du Nord è un teatro di Parigi che si trova vicino alla Gare du Nord.
Progettato per il repertorio dei café-concert, il teatro fu commissionato all'architetto Émile Leménil e  costruito sulle fondamenta di una caserma presumibilmente rimasta incompiuta. La sala comprendeva 530 posti a sedere suddivisi in platea, palchi e galleria.
Nei primi dieci anni ha avuto almeno quindici direttori artistici, la più nota dei quali fu Olga Léaud, che lasciò il teatro dopo il fallimento di una produzione, portando con sé il contenuto della cassaforte.
Il teatro ebbe una breve ripresa nel 1885, con la direzione di Abel Ballet, che però lasciò la direzione già nel 1886. Gli succedettero due attori, Emmanuel Clot e G. Dublay.
Nel 1904 fu interamente restaurato, ridipinto e gli fu installato l'impianto elettrico. Fu ribattezzato Théâtre Molière e Arthur Bernède e Gaston Leroux iniziarono a scrivere drammi da rappresentare al suo interno. Nell'agosto del 1914 chiuse i battenti come molti altri teatri.
Fino al 1974 il teatro fu gestito da molte diverse compagnie, senza che nessuna fosse in grado di ristrutturarlo e renderlo agibile secondo le norme di sicurezza. Il regista britannico Peter Brook ne prese in mano la direzione nel 1974 e vi insediò la sua compagnia teatrale. Dopo 34 anni, Brook ha annunciato che passerà gradatamente la gestione ad Oliver Matey, attuale direttore musicale del Bouffes du Nord e direttore della storica compagnia parigina Opéra-Comique. Dovrebbe essere affiancato da Oliver Poubelle, un interprete specializzato in musica contemporanea.